# Art & Language
Kunst & Sprog (Engelsk Art & Language), er et britisk samtidskunstneres samarbejde, der blev oprettet i slutningen af 1960'erne. Gruppen blev grundlagt i 1968 af Terry Atkinson, Michael Baldwin, David Bainbridge og Harold Hurrell. Det første nummer af gruppens tidsskrift, "Art-Language The Journal of Conceptual Art", blev offentliggjort i november 1969 i Chipping Norton i England og var en vigtig indflydelse på konceptkunst i USA, Australien og Det Forenede Kongerige.

## Permanente museumssamlinger
Papirer og værker vedrørende New York Art & Language afholdes på Getty Research Institute i Los Angeles. I marts 2011 lånte Philippe Méaille 800 kunstværker af Art & Language kollektiv til Barcelona Museum of Contemporary Art, også kendt som MACBA. I 2015 underskrev Philippe Méaille en langsigtet lejekontrakt for Château de Montsoreau for at fremme samtidskunst i Loiredalen og i Frankrig.
- Art Gallery of New South Wales, Sydney, Australien.
- Arts Council of Great Britain, Det Forenede Kongerige.
- Centre Pompidou, Paris, Frankrig.
- Centro de Arte Contemporàneo de Malaga, Malaga, Spanien.
- Château de Montsoreau-Museet for Samtidskunst, Montsoreau, Frankrig.
- EMMA – Espoo Museum of Modern Art, Espoo, Finland.
- Fonds national d'art contemporain, Paris, Frankrig.
- FRAC Haute Normandie, Sotteville-lès-Rouen, Frankrig.
- FRAC Languedoc Roussillon, Montpellier, Frankrig.
- FRAC Nord Pas de Calais, Dunkerque, Frankrig.
- Grand-Hornu, Museum of Contemporary Arts, Belgien.
- Laguna Gallery of Contemporary Art, Laguna Beach, CA, USA.
- Les Abattoirs, Museum of Modern and Contemporary Art, Toulouse, Frankrig.
- Lille Métropole Musée d'art moderne, d'art contemporain et d'art brut, Villeneuve d'Ascq, Frankrig.
- MACBA, Barcelona Museum of Contemporary Art, Barcelona, Spanien.
- MAMCO, Museum of Modern and Contemporary Art, Geneva, Schweiz.
- Migros Museum of Contemporary Art, Zurich, Schweiz.
- |Musée d'Art Moderne (Saint-Etienne), Saint-Priest-en-Jarez, Frankrig.
- Museum fur angewandte Kunst Wien, Vienna, Østrig.
- Mumok,Museum Moderner Kunst Stiftung, Vienna, Østrig.
- Museum of Contemporary Art, Los Angeles, CA, USA.
- Museum of Contemporary Art, North Miami, FL, USA.
- Museum of Modern Art, New York, NY, USA.
- National Gallery of Australia, Canberra, Australien.
- National Gallery of Victoria, Melbourne, Australien.
- Stedelijk Museum voor Actuele Kunst, Ghent, Belgien.
- Tate Modern, London, Det Forenede Kongerige.
- Victoria & Albert Museum, London, Det Forenede Kongerige.

## Udvalgte personlige udstillinger
- 1967 Hardware Show, Architectural Association, London.
- 1968 Dematerialisation Show, Ikon Gallery, London.
- 1971 The Air-Conditioning Show, Visual Arts Gallery, New York.
- 1972 The Art & Language Institute, Galerie Daniel Templon, Paris Arkiveret 5. august 2017 hos  Wayback Machine.
- Documenta Memorandum, Galerie Paul Maenz, Cologne.
- 1973 Index 002 Bxal, John Weber Gallery, New York.
- 1976 Music-Language, Galerie Eric Fabre, Paris.
- Art & Language, Museum of Modern Art, Oxford.
- 1978 Flags for Organisations, Lisson Gallery, London.
- 1979 Ils donnent leur sang ; donnez votre travail, Galerie Eric Fabre, Paris.
- 1980 Portraits of V.I. Lenin in the Style of Jackson Pollock, Van Abbemuseum, Eindhoven.
- 1982 Index : Studio at 3 Wesley Place Painted by Mouth, De Veeshal, Middelburg.
- Art & Language retrospective, Musée d'Art Moderne, Toulon.
- 1983 Index : Studio at 3 Wesley Place I, II, III, IV, Gewald, Ghent.
- 1986 Confessions : Incidents in a Museum, Lisson Gallery, London.
- 1987 Art & Language : The Paintings, Palais des Beaux-Arts, Brussels.
- 1990 Hostages XXIV-XXXV, Marian Goodman Gallery, New York.
- 1993 Art & Language, Galerie Nationale du Jeu de Paume, Paris.
- 1995 Art & Language and Luhmann, Kunstraum, Vienna.
- 1996 Sighs Trapped by Liars, Galerie de Paris, Paris.
- 1999 Art & Language in Practice, Fundacio Antoni Tàpies, Barcelona. Arkiveret 4. maj 2011 hos  Wayback Machine
- Cinco ensayos, Galerià Juana de Aizpuru, Madrid.
- The Artist out of Work : Art & Language 1972-1981, P.S.1 Contemporary Art Center, New York.
- 2000 Art & Language & Luhmann No.2, ZKM, Karlsruhe.
- 2002 Too Dark to Read : Motifs Rétrospectifs, Musée d'art moderne de Lille Métropole, Villeneuve d'Ascq.
- 2003 Art & Language, Migros Museum für Gegenwartskunst, Zurich. Arkiveret 3. januar 2014 hos  Wayback Machine
- 2004 Art & Language, CAC Màlaga, Màlaga Arkiveret 31. august 2012 hos  Wayback Machine.
- 2005 Hard to Say When, Lisson Gallery, London.
- 2006 Il ne reste qu'à chanter, Galerie de l'Erban, Nantes Arkiveret 5. august 2017 hos  Wayback Machine (Miroirs, 1965, Karaoke, 1975-2005) et Château de la Bainerie (travaux 1965-2005), Tiercé.
- 2008 Brouillages/Blurrings, Galerie Taddeus Ropac, Paris.
- 2009 Art & Language, Espoo Museum of Modern Art, Helsinki Arkiveret 5. marts 2016 hos  Wayback Machine.
- 2010 Portraits and a Dream, Lisson Gallery, London.
- Art & Language, Rhona Hoffman Gallery, Chicago.
- 2011 Badges, Mulier Mulier Gallery, Knokke.
- 2013 Letters to the Red Krayola, Kadel Wilborn Gallery, Düsseldorf.
- Art & Language, Museum Dhont-Dhaenens, Deurle.
- Art & Language, Garage Cosmos, Brussels.
- 2014 Art & Language Uncompleted : The Philippe Méaille Collection, MACBA, Barcelona Arkiveret 25. september 2017 hos  Wayback Machine.
- Nobody Spoke, Lisson Gallery, London.
- 2016 Art & Language, Château de Montsoreau-Museum of contemporary art, Montsoreau.
- 2017 Nobody Spoke, Kunstsaele, Berlin.
- 2018 Art & Language Reality (Dark) Fragments (Light), Château de Montsoreau-Museum of contemporary art, Montsoreau.

## Udvalgte gruppeudstillinger
- 1968 Language II, Dwan Gallery, London. Arkiveret 7. august 2017 hos  Wayback Machine
- 1969 March, catalogue-exposition, Seth Siegelaub, New York.
- 1970 Conceptual Art And Conceptual Aspects, New York Cultural Center, New York.
- Information, Museum of Modern Art, New York.
- Idea Structures, Camden Art Centre, London.
- 1971 The British Avant-Garde, New York Cultural Center, New York.
- 1972 Documenta 5, Museum Friedericianum, Kassel.
- The New Art, Hayward Gallery, London.
- 1973 Einige Frühe Beispiele Konzeptuelle Kunst Analytischen Charakters, Galerie Paul Maenz, Cologne.
- Contemporanea, Rome.
- 1974 Projekt'74, Köln.
- Kunst über Kunst, Kölnischer Kunstverein, Cologne. Arkiveret 7. august 2017 hos  Wayback Machine
- 1976 Drawing Now, Museum of Modern Art, New York.
- Biennale di Venezia, Venice.
- 1979 Un Certain Art Anglais, Musée d'art moderne de la ville de Paris, Paris.
- 1980 Kunst in Europa na 68, Museum van Hedendaagse Kunst, Ghent.
- 1982 Documenta 7, Museum Fridericianum, Kassel.
- 1987 British Art of the Twentieth Century: The Modern Movement, Royal Academy, London.
- 1989 The Situationists International, 1957-1972, Musée national d'Art moderne, Centre Pompidou, Paris
- L'art conceptuel, une perspective, Musée d'art moderne de la ville de Paris; Fundación Caja de Prensiones Arkiveret 7. august 2017 hos  Wayback Machine, Madrid; Deichtorhallen, Hamburg.
- 1992 Repetición/Transformación, Museo Nacional de Arte Reina Sofia, Madrid.
- 1995 Toponimías (8) : ocho ideas del espacio, Fundación La Caixa, Madrid. Arkiveret 4. august 2017 hos  Wayback Machine
- Reconsidering the Object of Art, 1965-1975, Museum of Contemporary Art, Los Angeles.
- 1997 Documenta 10, Museum Fridericianum, Kassel.
- 1999 Global Conceptualism: Points of Origin 1950s-1980s, Queens Museum of Art, New York.
- 2002 Iconoclash, Center for Art and Media (ZKM), Karlsruhe.
- 2003 Biennale di Venezia, Venice.
- 2004 Before the End (The Last Painting Show), Swiss Institute, New York.
- 2005 Collective Creativity, Kunsthalle Fridericianum, Kassel.
- 2006 Le Printemps de Septembre à Toulouse - Broken Lines, Toulouse.
- Magritte and Contemporary Art: The Treachery of Images, Los Angeles County Museum of Art, Los Angeles.
- 2007 Sympathy for the Devil: Art and Rock'n Roll since 1967, Museum of Contemporary Art, Chicago.
- 2008 Vides. Une rétrospective, Musée National d'art moderne, Centre Pompidou, Paris.
- 2009 Rock-Paper-Scissors, Pop Music as Subject of Visual Art, Kunsthaus, Graz.
- 2010 Algunas Obras A Ler - Collection Eric Fabre, Berardo Museum, Lisbon.
- Seconde main, Musée d'art moderne de la ville de Paris/ARC, Paris.
- 2011 Erre, Variations Labyrinthiques, Musée National d'art moderne, Centre Pompidou-Metz, Metz.
- 2012 Materialising 'Six Years': Lucy Lippard and the Emergence of Conceptual Art, Brooklyn museum, New York.
- 2013 As if it could . Works and Documents from the Herbert Foundation, Herbert Foundation, Ghent.
- 2014 Propanganda für die Wirklichkeit, Museum Morsbroich, Leverkusen.
- Critical Machines, American University, Beirut.
- 2017 ′′Art & Language′′,